# Matt Salmon

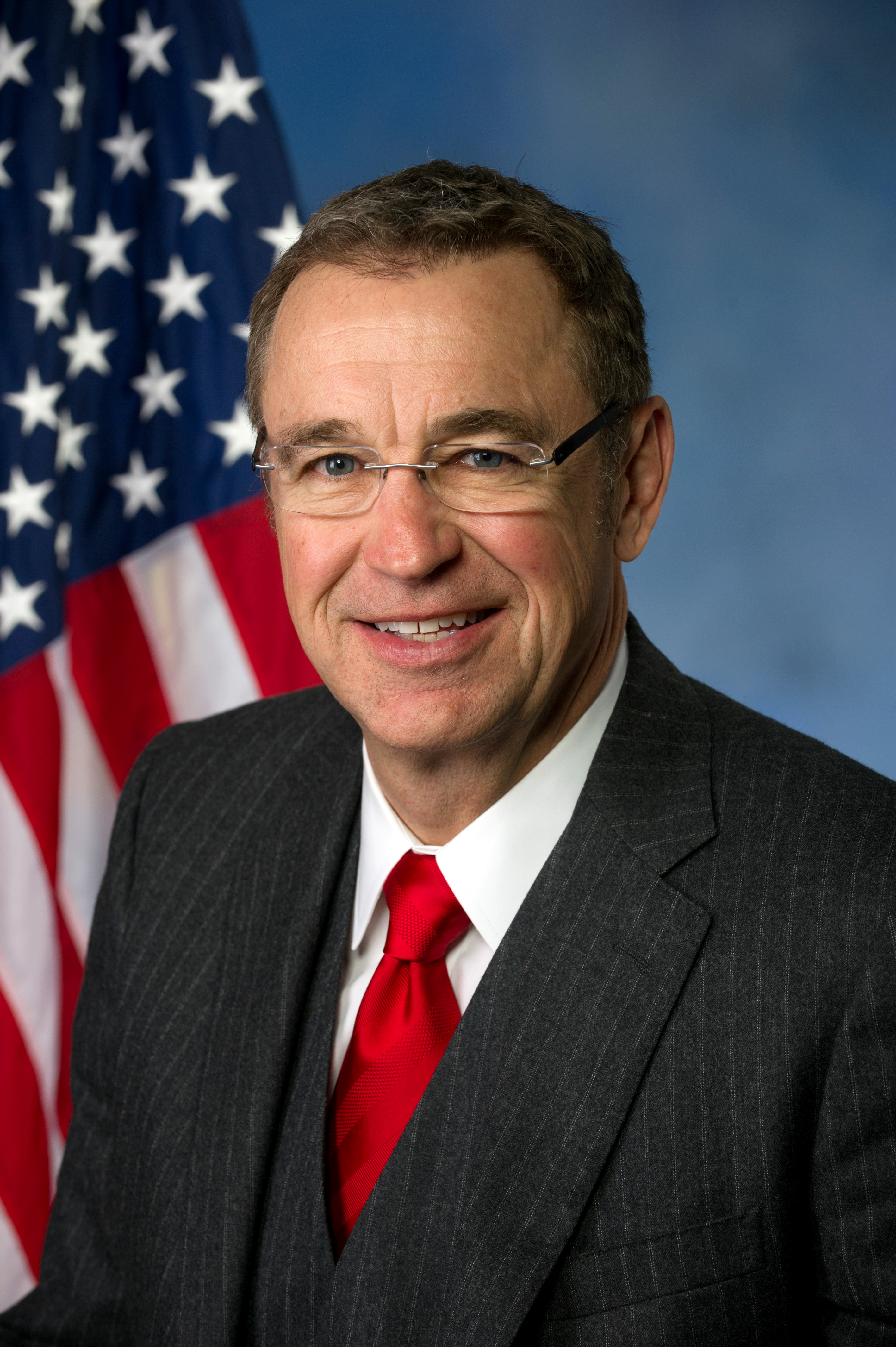
Matt Salmon

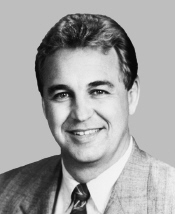
Matt Salmon

Matthew James Salmon (* 21. Januar 1958 in Salt Lake City, Utah) ist ein US-amerikanischer Politiker. Von 1995 bis 2001 vertrat er den ersten Kongresswahlbezirk des Bundesstaates Arizona im US-Repräsentantenhaus, von 2013 bis 2017 den fünften.

## Frühe Jahre
Matt Salmon besuchte bis 1976 die Mesa High School in Arizona. Danach studierte er bis 1981 an der Arizona State University und dann bis 1986 an der Brigham Young University in Provo. Nach Beendigung seiner Studienzeit stieg Salmon in die Telekommunikationsbranche ein.

## Politische Laufbahn
Salmon wurde Mitglied der Republikanischen Partei. Zwischen 1991 und 1995 gehörte er dem Senat von Arizona an. Dort war er seit 1993 stellvertretender Fraktionsleiter der Republikaner. Bei den Kongresswahlen des Jahres 1994 wurde er als Kandidat seiner Partei in das US-Repräsentantenhaus gewählt. Dort absolvierte er zwischen dem 3. Januar 1995 und dem 3. Januar 2001 drei Legislaturperioden. Im Kongress trat er erfolglos für eine Amtszeitsbegrenzung der Kongressabgeordneten auf drei Legislaturperioden ein. Seiner Glaubwürdigkeit in dieser Frage wegen kandidierte er im Jahr 2000 auch nicht mehr für eine vierte Amtszeit.
Im Jahr 2002 unterlag er bei der Gouverneurswahl in Arizona mit 45,3 Prozent der Wählerstimmen Janet Napolitano, die 46,2 Prozent erreichte. Danach wurde Salmon Vorsitzender der Republikanischen Partei in Arizona. Im Jahr 2007 war er Wahlkampfmanager von Scott Smith, der sich erfolgreich um den Posten des Bürgermeisters von Mesa bewarb. Im Jahr 2008 wurde Salmon Präsident der Competitive Telecommunications Association und im Jahr 2009 wurde er Präsident der Electronic Cigarette Association.
Im Jahr 2012 kehrte Salmon in die Politik zurück. Er siegte bei der Wahl 2012 im 5. Kongresswahlbezirk und trat sein erneutes Mandat im Repräsentantenhaus am 3. Januar 2013 an. Salmon war Mitglied im Committee on Education and the Workforce und im Auswärtigen Ausschuss sowie in vier Unterausschüssen. Er wurde 2014 wiedergewählt, verzichtete aber bei der Wahl im November 2016 auf eine erneute Kandidatur, sodass er am 3. Januar 2017 aus dem Kongress ausschied.
Nach dem Tod des Senators John McCain im August 2018 war Salmon als dessen möglicher Interimsnachfolger im Gespräch, der bis zur Nachwahl im November 2020 vom Gouverneur Doug Ducey bestimmt wird.

## Belege
1. ↑  Jonathan Martin: Arizona Governor Faces a Tough Choice: A Senator Made From McCain’s Mold or Trump’s. In: The New York Times, 26. August 2018.

| Personendaten    | Personendaten                              |
| ---------------- | ------------------------------------------ |
| NAME             | Salmon, Matt                               |
| ALTERNATIVNAMEN  | Salmon, Matthew James (vollständiger Name) |
| KURZBESCHREIBUNG | US-amerikanischer Politiker                |
| GEBURTSDATUM     | 21. Januar 1958                            |
| GEBURTSORT       | Salt Lake City, Utah                       |